# Tony McNulty

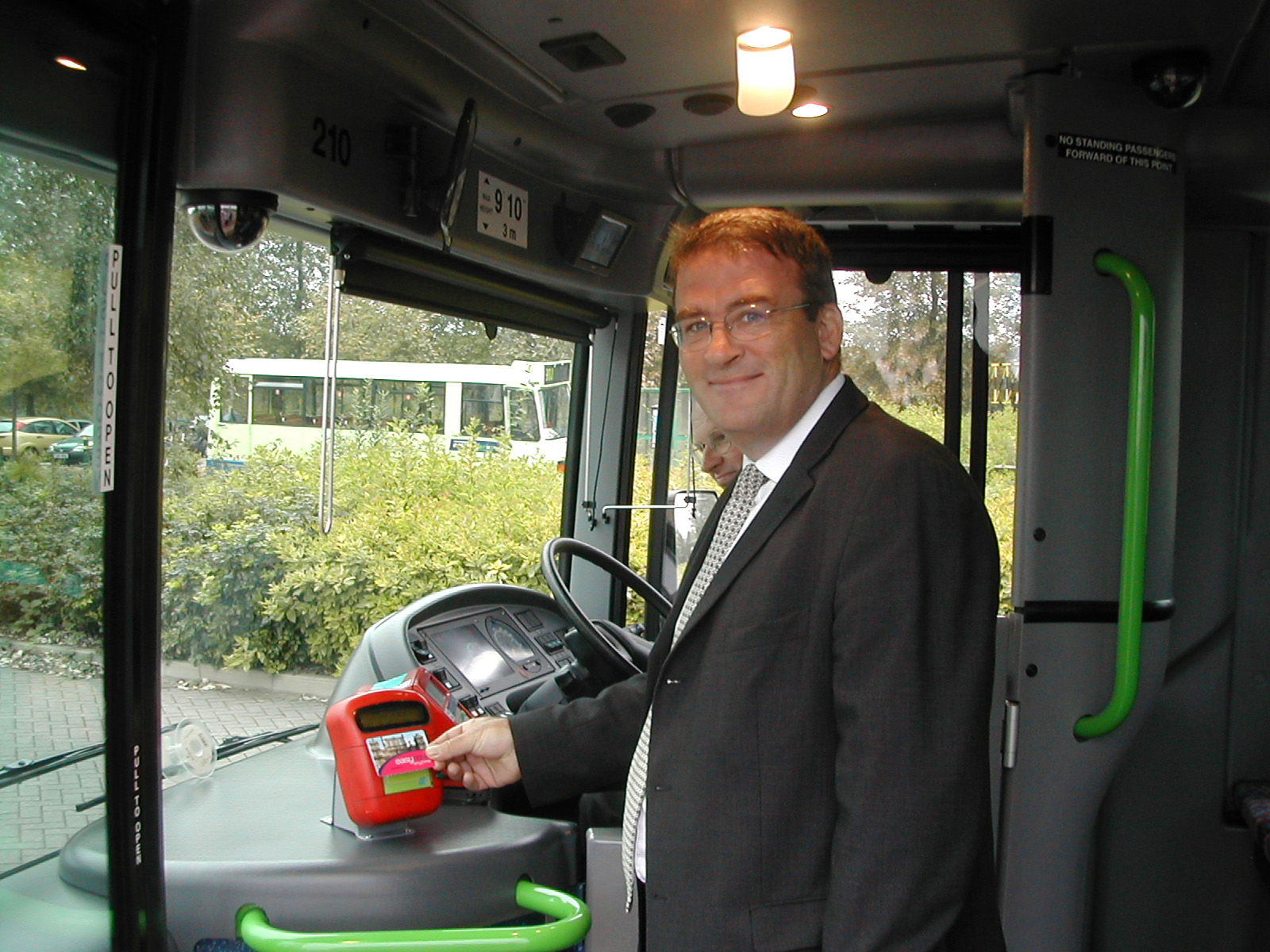
Tony McNulty (2008)

Anthony „Tony“ James McNulty (* 3. November 1958 in Kensington, London) ist ein britischer Politiker der Labour Party, der mehrere Jahre den Wahlkreis Harrow East im House of Commons vertrat und mehrfach Ministerämter bekleidete.

## Leben

### Berufliche Tätigkeit und Unterhausabgeordneter
Nach dem Besuch des Salvatorian College im London Borough of Harrow und des ebenfalls dort ansässigen Stanmore Sixth Form College studierte McNulty Politikwissenschaften an der University of Liverpool, an der er einen Bachelor of Arts (B.A. Political Theory and Institutions) erwarb, sowie am  Virginia Polytechnic Institute and State University, das er mit einem Master of Arts (M.A. Political Science) abschloss. Nach Beendigung des Studiums wurde er Senior Lecturer für Organisationstheorie an der University of North London. Daneben begann er seine politische Laufbahn in der Kommunalpolitik und war Mitglied des Rates des Borough of Harrow sowie zeitweise Vorsitzender der dortigen Labour-Fraktion.
Nachdem er bei den Unterhauswahlen 1992 bereits erfolglos im Wahlkreis Harrow East kandidierte, wurde er bei den Unterhauswahlen vom 1. Mai 1997 als Bewerber der Labour Party erstmals zum Mitglied des House of Commons gewählt und vertrat in diesem bis 2010 den Wahlkreis Harrow East. In der Folgezeit wurde er zunächst im Mai 1997 Parlamentarischer Privatsekretär von David Blunkett, dem Minister für Bildung und Beschäftigung, und im Anschluss von Juli 1999 bis Juni 2001 Assistant Whip der Regierungsfraktion im Unterhaus, ehe er anschließend Whip der Regierungsfraktion sowie Lords Commissioner im Schatzamt war.

### Regierungsämter und Rücktritt als Staatsminister
Im Anschluss wurde er im Mai 2002 zunächst Parlamentarischer Unterstaatssekretär im Amt des Vizepremierministers und danach im Juni 2003 im Verkehrsministerium sowie von September 2004 bis Mai 2005 Staatsminister im Verkehrsministerium. Im Mai 2005 wechselte er als Staatsminister ins Innenministerium (Home Office) und war dort bis Oktober 2008 tätig. Während dieser Zeit war er als Staatsminister insbesondere von Mai 2005 bis Mai 2006 zuständig für Einwanderung, Einbürgerung und Staatsbürgerschaft, zwischen Mai und Juni 2007 für Sicherheit, Terrorismusbekämpfung und Polizei sowie von August 2007 bis Oktober 2008 für Sicherheit, Terrorismusbekämpfung, Kriminalität und Polizei.  
Im Oktober 2008 wurde er Staatsminister im Ministerium für Arbeit und Pensionen und war dort zunächst bis Februar 2009 zuständig für die Wohlfahrtsreform und Minister für London sowie anschließend von Februar bis Juni 2009 verantwortlicher Staatsminister für Beschäftigung und Wohlfahrtsreform sowie Minister für London. Im Zuge des Ausgabenskandals unter britischen Abgeordneten und Regierungsmitgliedern wegen ungerechtfertigter Ausgaben für Zweitwohnsitze und andere Leistungen trat er am 5. Juni 2009 von seinem Ministeramt zurück, wobei er zuvor noch diese Ausgaben verteidigt hatte.
Bei den Unterhauswahlen 2010 erlitt er eine Wahlniederlage gegen seinen konservativen Herausforderer Bob Blackman, der mit 44,7 Prozent der Wählerstimmen den Wahlkreis Harrow East eroberte, während McNulty lediglich 37,6 Prozent bekam und als Zweitplatzierter damit seinen Sitz im Unterhaus verlor.